# Киргизка (Томск)
Киргизка — деревня в городском округе город Томск Томской области России. До 12 ноября 2004 года входила в состав Светленского сельского округа Томского района.

## География
Расположена на реке Малая Киргизка, по которой получила название, рядом с железной дорогой, между станциями Томск-Северный и Копылово.
Уличная сеть
Улицы: Некрасова, Новая, Новостройка, Открытая, Рассветная, Тимофеева, Туманная, Хутор, Широкая;
Переулок: Придорожный.

## Население
| 2002 | 2010 | 2012 | 2013 | 2014 | 2015 | 2021 |
| ---- | ---- | ---- | ---- | ---- | ---- | ---- |
| 120  | ↗142 | ↘117 | ↘116 | ↗117 | ↘109 | ↗289 |

## Инфраструктура
Экономика
Путевое хозяйство Томской ветви Западно-Сибирской железной дороги.

## Транспорт
Автомобильный и железнодорожный транспорт.
Ближайший остановочный пункт — Томск-Северный расположен в пешей доступности от деревни.